# Alyssum tenuifolium
Alyssum tenuifolium är en korsblommig växtart som beskrevs av Christian Friedrich Stephan. Alyssum tenuifolium ingår i släktet stenörter, och familjen korsblommiga växter. Inga underarter finns listade i Catalogue of Life.